# Принцип передачі повноважень
Принцип передачі повноважень (делегування суверенітету) є основоположним принципом права Європейського Союзу. Відповідно до цього принципу, ЄС є союзом своїх держав-членів, і всі повноваження добровільно передаються йому державами-членами. Союз не має повноважень за правом, і, отже, будь-які сфери політики, які не були прямо погоджені в договорах усіма державами-членами, залишаються сферою діяльности держав-членів. Це вказує на те, що держави-члени мають право вирішувати всі питання, які виходять за межі угод Договорів, а ЄС може діяти лише в межах повноважень, визначених державами-членами в договорах.
Цей принцип завжди лежав в основі Європейського Союзу, але вперше він був чітко визначений у запропонованому та відхиленому Договорі про створення Конституції для Європи. Цей принцип перейшов на заміну Договору про Європейський Союз (ДЄС). Це повністю викладено в статтях 4 і 5 ДЄС.
В обох статтях чітко зазначено, що Союз діє лише в межах компетенції, наданої йому державами-членами, але потім чітко зазначено, що «компетенції, не надані Союзу в Договорах, залишаються за державами-членами». Стаття 4(1) повторює це й далі передбачає, що «Союз поважає рівність держав-членів перед Договорами, а також їхню національну ідентичність, притаманну їхнім основним структурам, політичним і конституційним, включаючи регіональне та місцеве самоврядування. Він поважає їхні основні державні функції, включаючи забезпечення територіальної цілісности держави, підтримання законности та порядку та захист національної безпеки. Зокрема, національна безпека залишається виключною відповідальністю кожна держава-член».
У багатьох сферах Союз має спільну компетенцію з державами-членами. Після прийняття Союзом законодавства в цих сферах повноваження переходять до Союзу.